# 蒋锡礽
蒋锡礽（1927年7月7日—），藝名歐亨利（Henry O，藝名來自欧·亨利），是一名美籍华裔演員。他的女兒是红领巾女孩的作者。 
蒋锡礽生于上海，曾就读于圣约翰大学。中华人民共和国成立後在上海市文化局等单位工作。1956年被分配到儿艺剧院担任演员。文化大革命期間他被诬告犯有反革命罪，被中国政府拘留并强迫劳动。1980年代初任中国福利会儿童艺术剧院业务副院长。在中國國內曾出演《刘文学》、《刘胡兰》、《雪女王》、《地下少先队》。1983年移居美国並居住在旧金山地区从事电影工作。曾出演美国话剧《女英雄》、《魔戒前传·哈比人》、美国电影《末代皇帝》、《火拼時速3》、《致命罗密欧》、《千年敬祈》、《美国少林》、《2012》、《西域威龍》、《马可波罗》。其中蒋锡礽憑藉电影《千年敬祈》获得圣塞巴斯蒂安电影节最佳演员奖。